# Maisse
Maisse – miejscowość i gmina we Francji, w regionie Île-de-France, w departamencie Essonne.
Według danych na rok 1990 gminę zamieszkiwało 2495 osób, a gęstość zaludnienia wynosiła 116 osób/km² (wśród 1287 gmin regionu Île-de-France Maisse plasuje się na 439. miejscu pod względem liczby ludności, natomiast pod względem powierzchni na miejscu 62.).